# Berejany
Pour les articles homonymes, voir Brzeżany.
Berejany (en ukrainien : Бережани ; en russe : Бережаны ; en polonais : Brzeżany ; en arménien : Բերեժան) est une ville de l'oblast de Ternopil, en Ukraine, et le centre administratif du raïon de Berejany. Sa population s'élevait à 18 168 habitants en 2017.

## Géographie
Berejany est arrosée par la rivière Zolota Lypa, un affluent du Dniestr, qui forme un réservoir de 130 ha en amont de la ville. Elle est située à 48 km à l'ouest de Ternopil et à 414 km au sud-ouest de Kiev.

## Histoire
La première mention écrite du lieu remonte à 1374. C'est en 1534 que Mikołaj Sieniawski commencé à construire une grande forteresse sur une petite île de la rivière Zolota Lypa, connue sous le nom de château de Berejany.
Du XIVe au XVIIIe siècle, Berejany appartient à la Pologne. Des privilèges urbains (droit de Magdebourg) lui sont accordés le 19 mars 1530 par le roi Sigismond Ier le Vieux. La ville est longtemps la propriété d'une famille polonaise, les Sieniawski, puis des Lubomirski et des Potocki. Sa situation favorable sur la route reliant Lviv à Trembowla est un atout qui favorise son développement, mais suscite aussi des convoitises, de sorte qu'en 1534 commence la construction d'un château qui est achevé vingt ans plus tard. Ce château résiste à toutes les attaques jusqu'en 1648. Cette année-là, les Cosaques attaquent la place avec succès, de même qu'en 1655 les Suédois. En 1675 et 1676 ont lieu de féroces combats contre les Turcs. À la fin du XVIIe siècle, Berejany compte près de 8 000 habitants.
Depuis la première partition de la Pologne, en 1772, jusqu'en 1918, la ville, nommée Brzezan avant 1867, fait partie de la monarchie autrichienne (empire d'Autriche), puis Autriche-Hongrie (Cisleithanie après le compromis de 1867), chef-lieu du district de même nom, l'un des 78 Bezirkshauptmannschaften (powiats) en province (Kronland) de Galicie en 1900.
En 1900, la ville, nommée Brzezany, compte 10 610 habitants.
Berejany change plusieurs fois de mains pendant la Première Guerre mondiale et au cours du conflit qui oppose la Pologne à la Russie bolchévique. La paix de Riga (18 mars 1921) l'attribue finalement à la Pologne.

Histoire de Berejany au XXe siècle
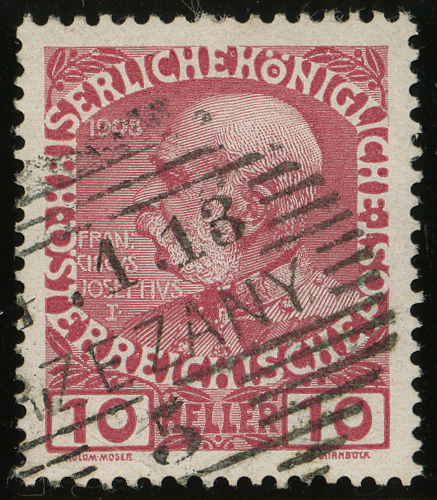
Jubilé de l'empereur François-Joseph avec une oblitération « Brzezany » de 1913.
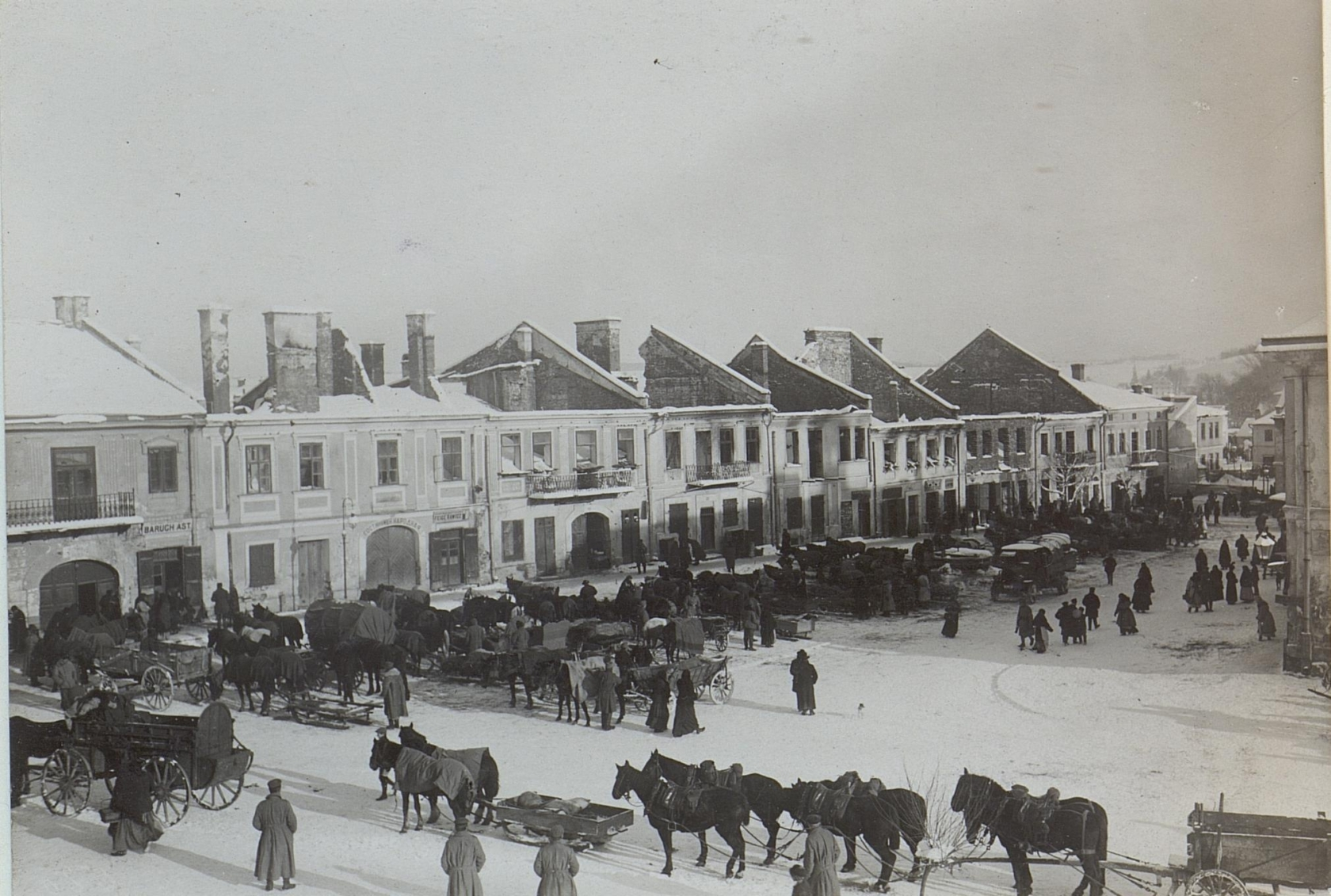
Convoi de l'armée austro-hongroise, v. 1916.
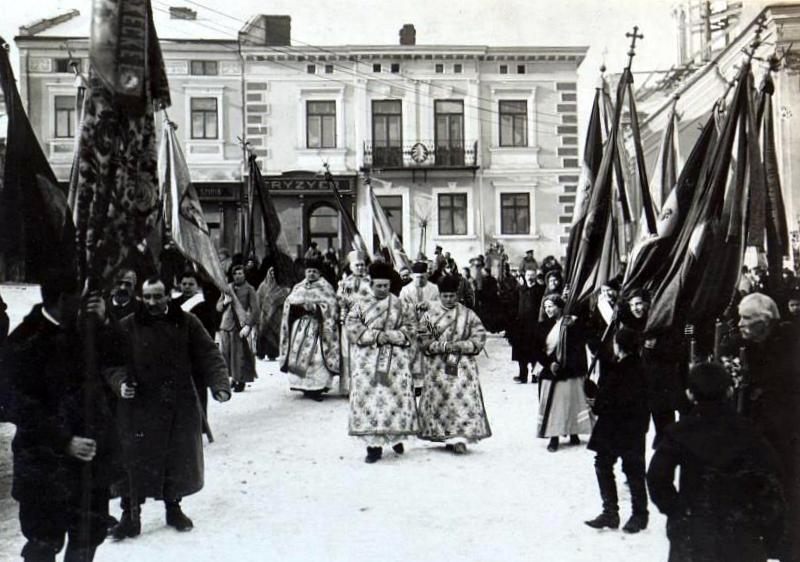
Procession de l'Église grecque-catholique ukrainienne, 1916.
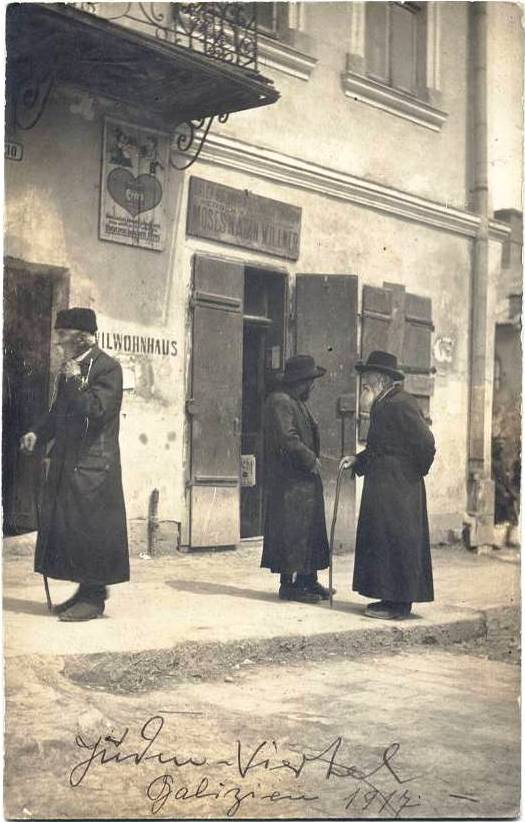
Juifs de Berejany, 1917.
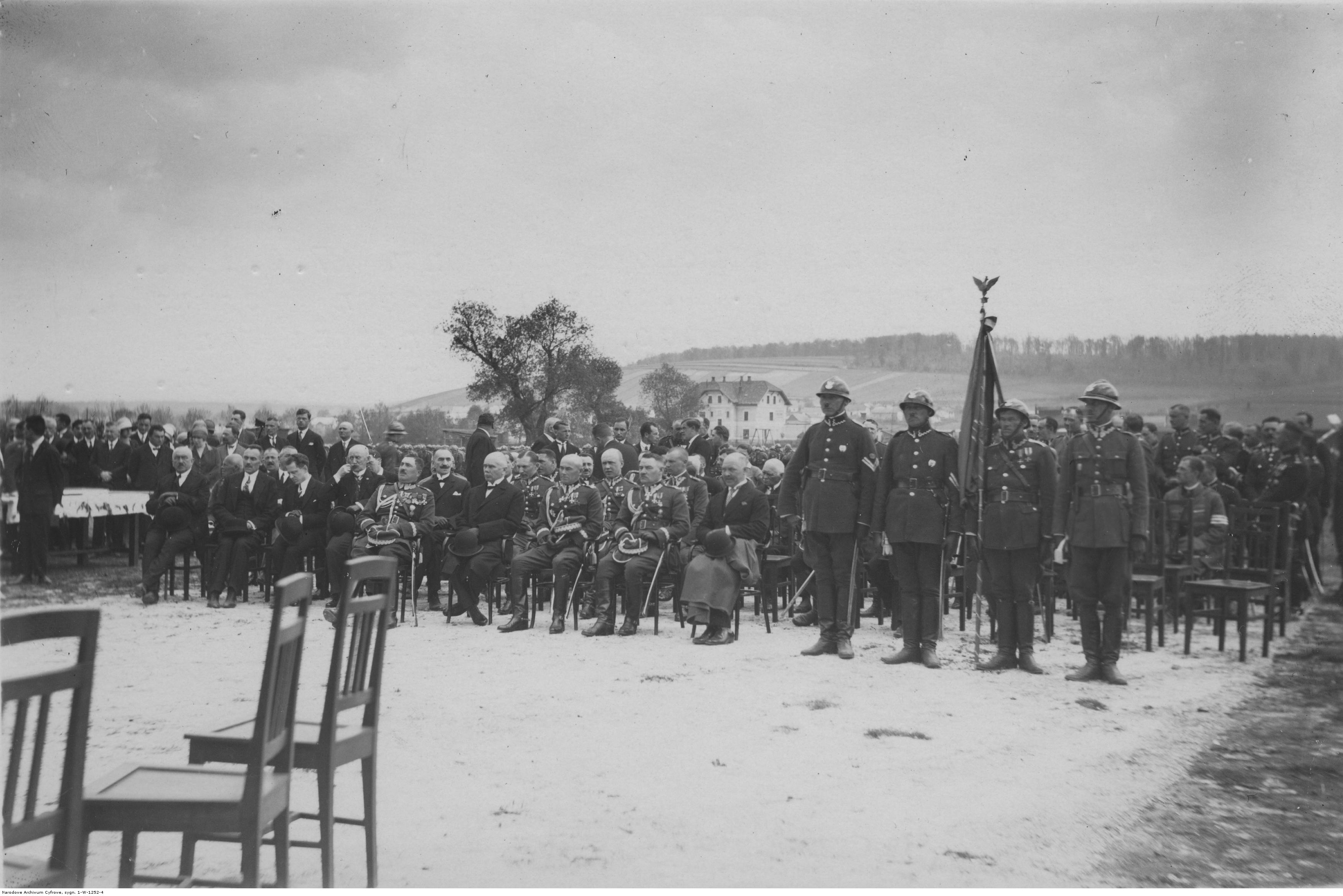
Le général Edward Rydz-Śmigły et d'autres officiels polonais assistant à une cérémonie, 1928.

La population de Berejany s'élève à 12 300 habitants (dont 42,2 % de Polonais, 35,5 % de Juifs et 22,3 % d'Ukrainiens) en 1939. Après la guerre défensive polonaise de 1939 et le déclenchement de la Seconde Guerre mondiale, la ville est brièvement occupée par l'Allemagne nazie.
Pendant l'occupation soviétique de la ville, où le NKVD possède une importante prison, de nombreux habitants sont déportés vers des régions éloignées de l'Union soviétique. Pendant la Seconde Guerre mondiale, Berejany est occupée par l'Allemagne nazie du 7 juillet 1941 au 22 juillet 1944. Pendant l'occupation, la ville est rattachée au Gouvernement général. La communauté juive de Berejany est entièrement détruite pendant la guerre : environ 2 300 Juifs sont assassinés dans la ville ou dans les environs, les autres sont déportés ou trouvent la mort dans le ghetto ou un camp de travail voisin. De 1942 à la fin de la guerre, la région connaît une forte activité de la résistance polonaise, qui libère brièvement la ville en 1944, avant l'arrivée de l'Armée rouge. En 1945, la Galicie orientale est annexée par l'Union soviétique et rattachée à la république socialiste soviétique d'Ukraine.
Depuis 1991, elle fait partie de l'Ukraine indépendante.

## Lieux d'intérêt

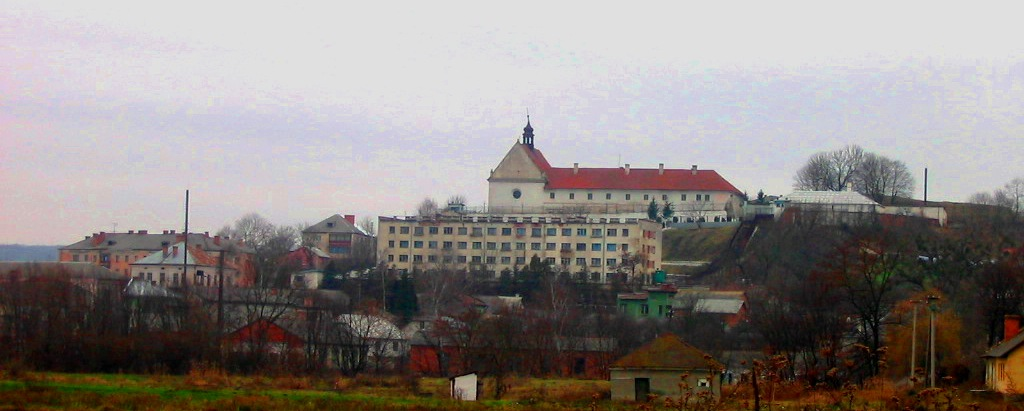
Le monastère des Bernardins de Berejany, classé[3],
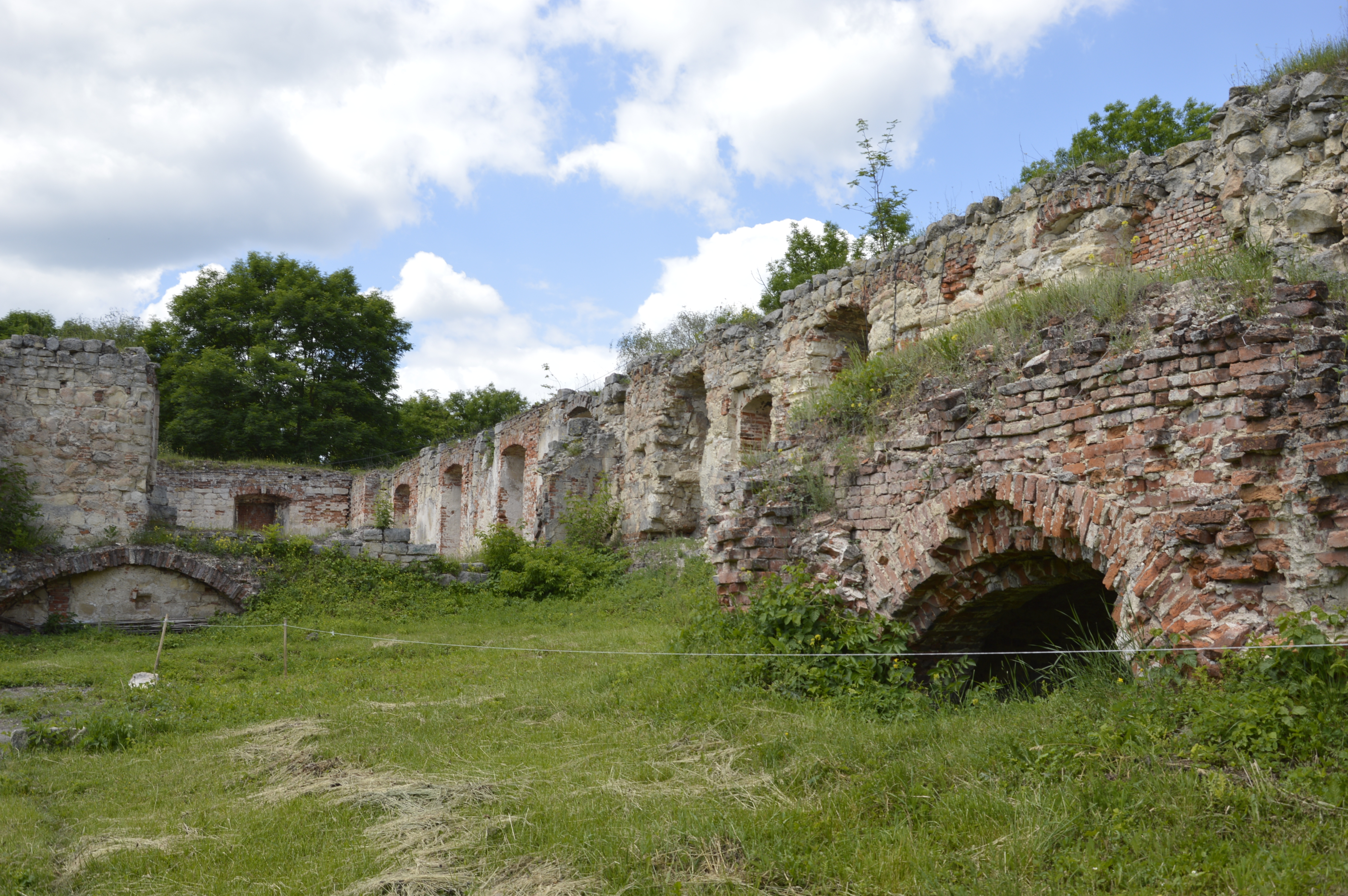
Le Château de Berejany, classée[4].
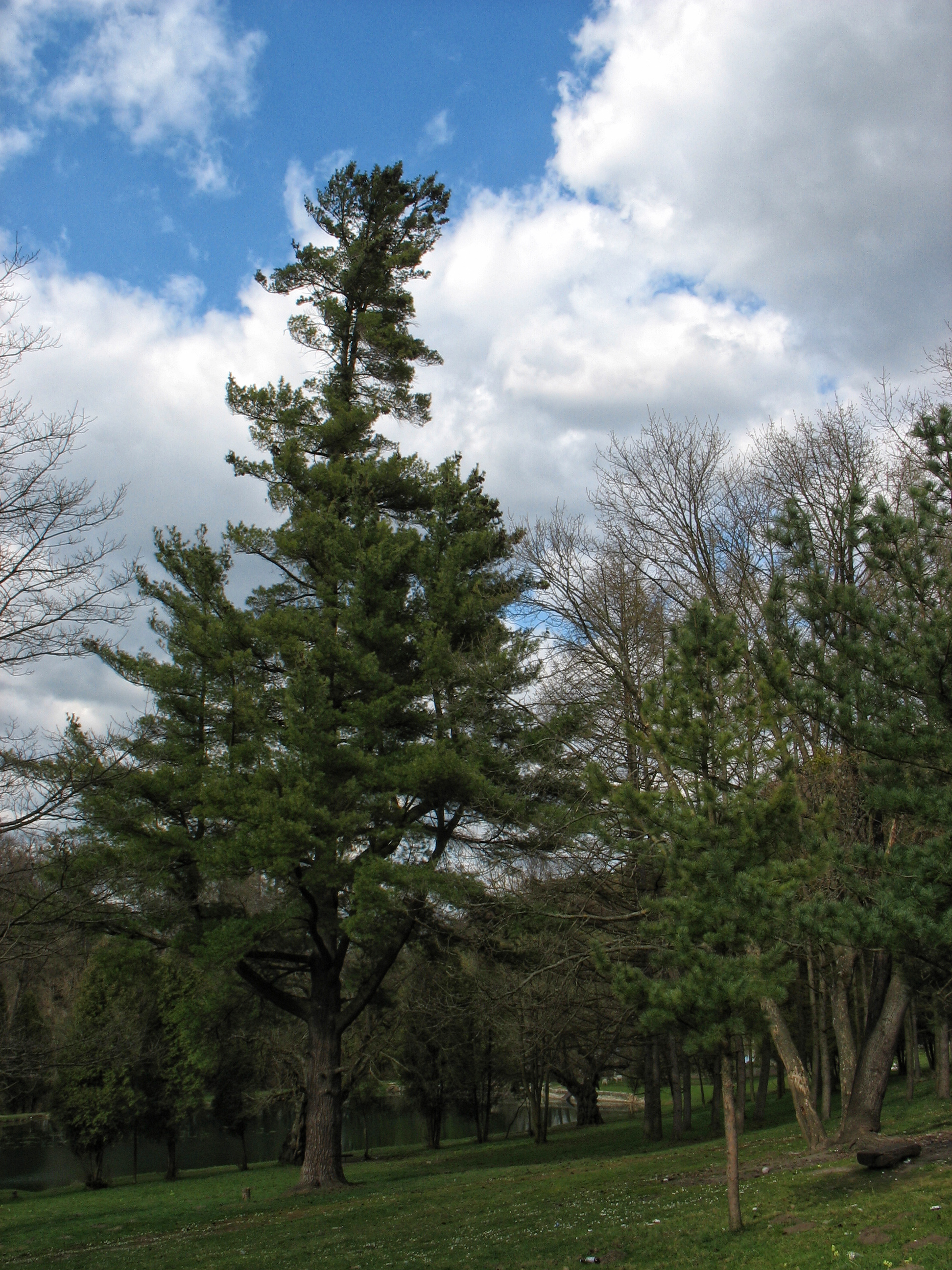
L’arboretum de Berejany à Raï, classée[5].

## Population
Recensements (*) ou estimations de la population :
| 1900*  | 1939   | 1959*  | 1970*  | 1979*  | 1989*  | 2001*  |
| ------ | ------ | ------ | ------ | ------ | ------ | ------ |
| 10 610 | 12 300 | 11 199 | 12 459 | 14 589 | 16 880 | 17 617 |

| 2011   | 2012   | 2013   | 2014   | 2015   | 2016   | 2017   |
| ------ | ------ | ------ | ------ | ------ | ------ | ------ |
| 18 116 | 18 119 | 18 161 | 18 264 | 18 318 | 18 244 | 18 168 |

## Personnalités
- Vassili Ivantchouk (1969–), joueur d'échecs, y est né.
- Nestor Nyjankivsky (1893-1940), compositeur, y est né.